# Landrethun-lès-Ardres
Pour l’article homonyme, voir Landrethun-le-Nord.
Landrethun-lès-Ardres est une commune française située dans le département du Pas-de-Calais en région Hauts-de-France. Ses habitants sont appelés les Landrethunois.
La commune est membre de la communauté de communes Pays d'Opale.
Le territoire de la commune est situé dans le parc naturel régional des Caps et Marais d'Opale.

## Géographie

### Localisation
Localisée dans le nord du département du Pas-de-Calais, en limite de la Flandre maritime au nord et des collines de l'Artois au sud, Landrethun-lès-Ardres est une commune située, à vol d'oiseau, à 4 km au sud de la commune d'Ardres et à 15 km au sud-est de la commune de Calais (aire d'attraction, chef-lieu d'arrondissement),.
Le territoire de la commune est limitrophe de ceux de cinq communes.
Les communes limitrophes sont Brêmes, Clerques, Licques, Louches et Rodelinghem.

### Géologie et relief
La superficie de la commune est de 5,71 km2 ; son altitude varie de 34  à   171 m.
Le sol est majoritairement composé de craie ; on trouve au nord des bandes de limons et d'argile.
La topographie varie de 34 m, au lieu-dit le Fresne au nord, à 171 m au sud, au niveau d'une excroissance de la limite communale qui touche le coteau de Licques. Le village se situe autour de 50 m d'altitude.

### Hydrographie
La commune est située dans le bassin Artois-Picardie. Elle n'est drainée par aucun cours d'eau,.

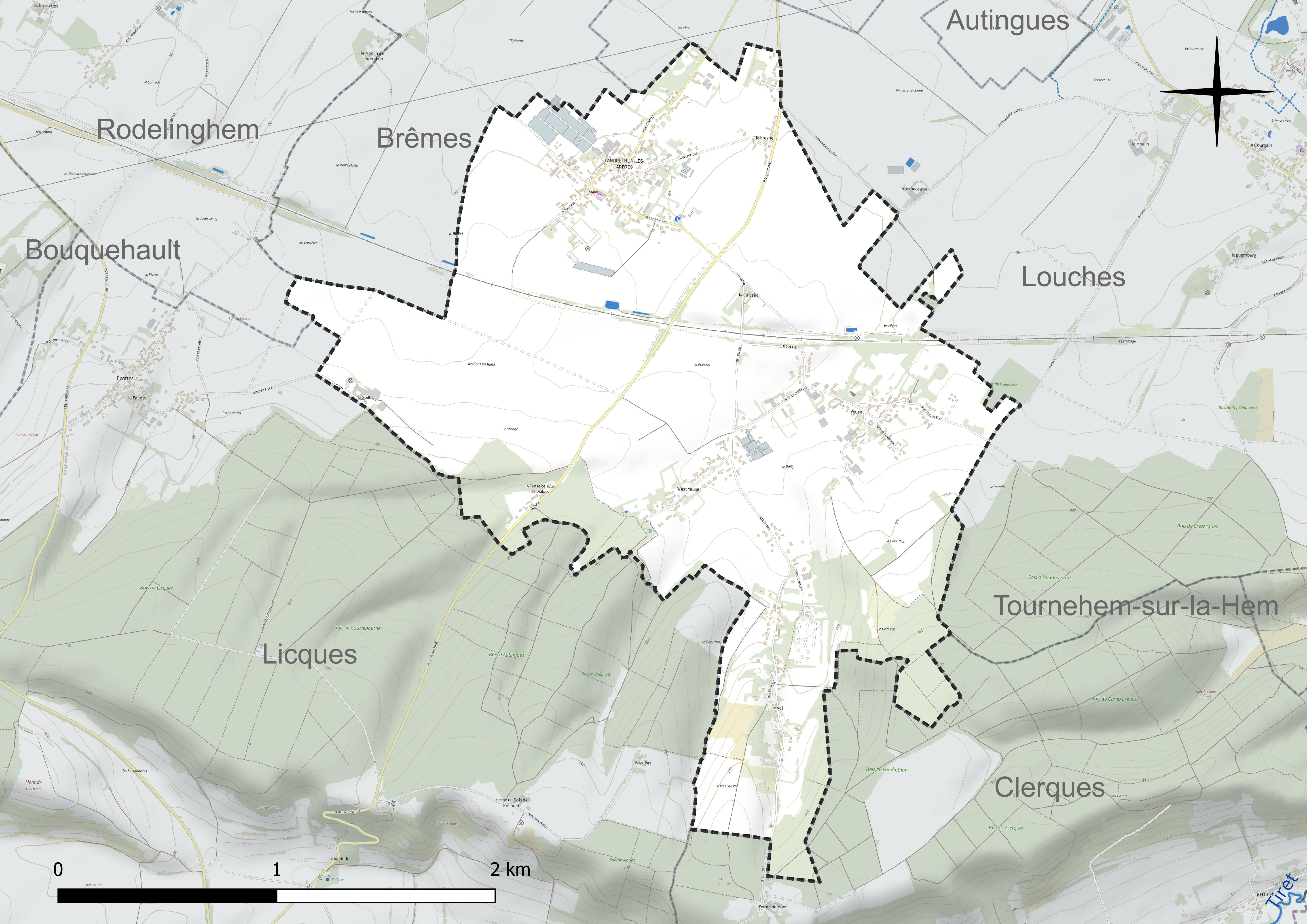
Réseau hydrographique de Landrethun-lès-Ardres.

### Climat
Pour des articles plus généraux, voir Climat des Hauts-de-France et Climat du Nord-Pas-de-Calais.
En 2010, le climat de la commune est de type climat océanique franc, selon une étude du CNRS s'appuyant sur une série de données couvrant la période 1971-2000. En 2020, Météo-France publie une typologie des climats de la France métropolitaine dans laquelle la commune est exposée à un climat océanique et est dans la région climatique Côtes de la Manche orientale, caractérisée par un faible ensoleillement (1 550 h/an) ; forte humidité de l'air (plus de 20 h/jour avec humidité relative > 80 % en hiver), vents forts fréquents.
Pour la période 1971-2000, la température annuelle moyenne est de 10,4 °C, avec une amplitude thermique annuelle de 12,7 °C. Le cumul annuel moyen de précipitations est de 927 mm, avec 12 jours de précipitations en janvier et 8,3 jours en juillet. Pour la période 1991-2020, la température moyenne annuelle observée sur la station météorologique la plus proche, située sur la commune de Licques à 5 km à vol d'oiseau, est de 10,5 °C et le cumul annuel moyen de précipitations est de 1 138,1 mm,. Pour l'avenir, les paramètres climatiques de la commune estimés pour 2050 selon différents scénarios d'émission de gaz à effet de serre sont consultables sur un site dédié publié par Météo-France en novembre 2022.
| Mois                                  | jan.            | fév.           | mars         | avril         | mai           | juin          | jui.           | août           | sep.          | oct.          | nov.            | déc.           | année     |
| ------------------------------------- | --------------- | -------------- | ------------ | ------------- | ------------- | ------------- | -------------- | -------------- | ------------- | ------------- | --------------- | -------------- | --------- |
| Température minimale moyenne (°C)     | 1,4             | 1,3            | 2,9          | 4,4           | 7,5           | 10,4          | 12,5           | 12,4           | 9,8           | 7,5           | 4,4             | 1,9            | 6,4       |
| Température moyenne (°C)              | 4,2             | 4,5            | 6,8          | 9,4           | 12,5          | 15,3          | 17,5           | 17,5           | 14,7          | 11,4          | 7,5             | 4,7            | 10,5      |
| Température maximale moyenne (°C)     | 7               | 7,8            | 10,8         | 14,4          | 17,5          | 20,2          | 22,4           | 22,6           | 19,5          | 15,2          | 10,5            | 7,4            | 14,6      |
| Record de froid (°C) date du record   | −22 08.01.1985  | −14,5 11.02.12 | −12 04.03.05 | −5,5 13.04.21 | −2,8 01.05.21 | 0 01.06.1975  | 2,5 01.07.1984 | 0,4 25.08.1980 | 0 30.09.18    | −6 29.10.1997 | −8,5 24.11.1998 | −13 07.12.1969 | −22 1985  |
| Record de chaleur (°C) date du record | 14,5 09.01.1998 | 19,5 26.02.19  | 25 31.03.21  | 28,5 19.04.18 | 32,2 27.05.05 | 35,3 21.06.17 | 40,9 25.07.19  | 37,5 07.08.20  | 32,7 13.09.16 | 29,5 01.10.11 | 20,2 19.11.1969 | 15,5 19.12.15  | 40,9 2019 |
| Précipitations (mm)                   | 104,4           | 85,2           | 71,6         | 61,1          | 71,3          | 69,5          | 72,5           | 93             | 93,5          | 126,7         | 143,4           | 145,9          | 1 138,1   |

### Paysages
Pour un article plus général, voir Paysage en France.
La commune s'inscrit dans les « paysages des coteaux calaisiens et du pays de Licques » tels qu'ils sont définis dans l'atlas de paysages de la région Nord-Pas-de-Calais, conçu par la direction régionale de l'Environnement, de l'Aménagement et du Logement (DREAL),.
Ces « paysages des coteaux calaisiens et du pays de Licques » concernent 56 communes du Pas-de-Calais. Ces paysages s'étendent sur environ 30 km de long (est-ouest) et 15 km de large (nord-sud) et présentent deux sous-ensembles : les coteaux calaisiens au nord et le pays de Licques au sud. Les altitudes de ces paysages varient de 206 m dans le Pays de Licques, à 120 m dans l’ouest des coteaux Calaisiens, près de Guînes, et à 10 m dans l'est, près d'Audruicq.
Ces paysages recouvrent trois entités écopaysagères : les collines guînoises qui constituent le rebord septentrional de l'Artois, l'entité de Bredenarde qui appartient à la plaine maritime flamande, et la cuvette de Licques. Ils sont constitués de 59,70 % de cultures, de 17,30 % de forêts, de 15,11 % de prairies naturelles, permanentes, de 7,45 % d'espaces artificialisés, avec les quatre principales communes que sont Audruicq, Ardres, Guînes et Licques, de 0,27 % d'industries, et de 0,18 % de cours d'eau et plan d'eau.
Les éléments structurants de ces paysages sont la LGV Nord et l'A26, la rivière la Hem qui coule du sud vers le nord-est, les escarpements sur les coteaux du Calaisis et autour du pays de Licques et, d'ouest en est, les différents boisements comme la forêt de Guînes, le bois de l'Abbaye, la forêt de Tournehem et une partie de la forêt d'Éperlecques.

### Milieux naturels et biodiversité

#### Espace protégé
La protection réglementaire est le mode d'intervention le plus fort pour préserver des espaces naturels remarquables et leur biodiversité associée.
Dans ce cadre, la commune fait partie d'un espace protégé : le parc naturel régional des Caps et Marais d'Opale, d'une superficie de 132 499 ha réparties sur 154 communes, géré par le syndicat mixte d'aménagement et de gestion du parc naturel régional des Caps et Marais d'Opale.

#### Zones naturelles d'intérêt écologique, faunistique et floristique
L'inventaire des zones naturelles d'intérêt écologique, faunistique et floristique (ZNIEFF) a pour objectif de réaliser une couverture des zones les plus intéressantes sur le plan écologique, essentiellement dans la perspective d'améliorer la connaissance du patrimoine naturel national et de fournir aux différents décideurs un outil d'aide à la prise en compte de l'environnement dans l'aménagement du territoire.
Le territoire communal comprend une ZNIEFF de type 1 : la couronne boisée au nord de Licques. Cette ZNIEFF boisée marque la partie nord de la cuesta du pays de Licques, dernier contrefort des collines crayeuses de l'Artois avant la plaine maritime flamande.
et une ZNIEFF de type 2 : la boutonnière de pays de Licques. Cette ZNIEFF, de 17 830 hectares, s'étend sur 43 communes.

Carte des ZNIEFF de type 1 et 2 sur la commune
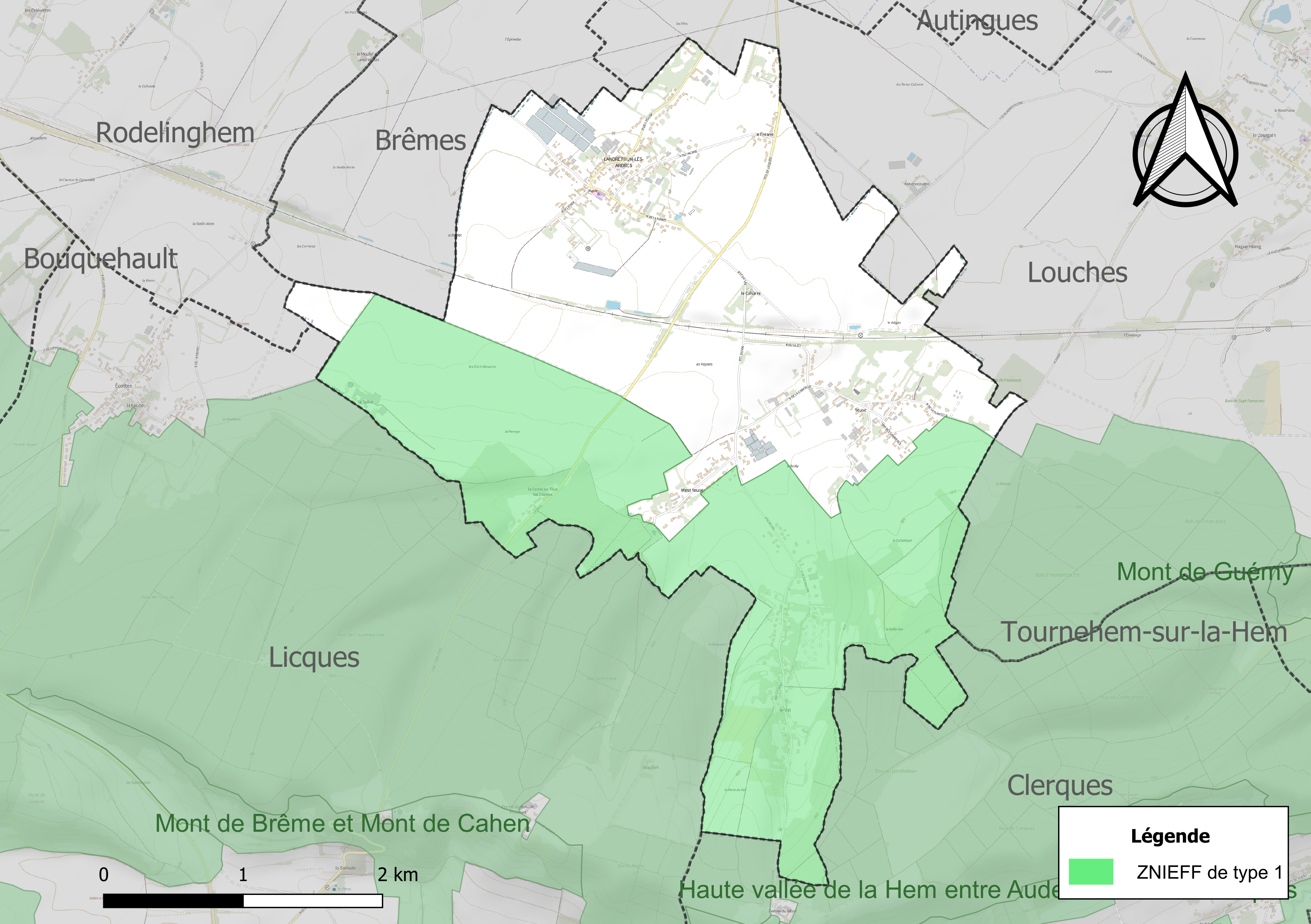
Carte de la ZNIEFF de type 1 sur la commune.
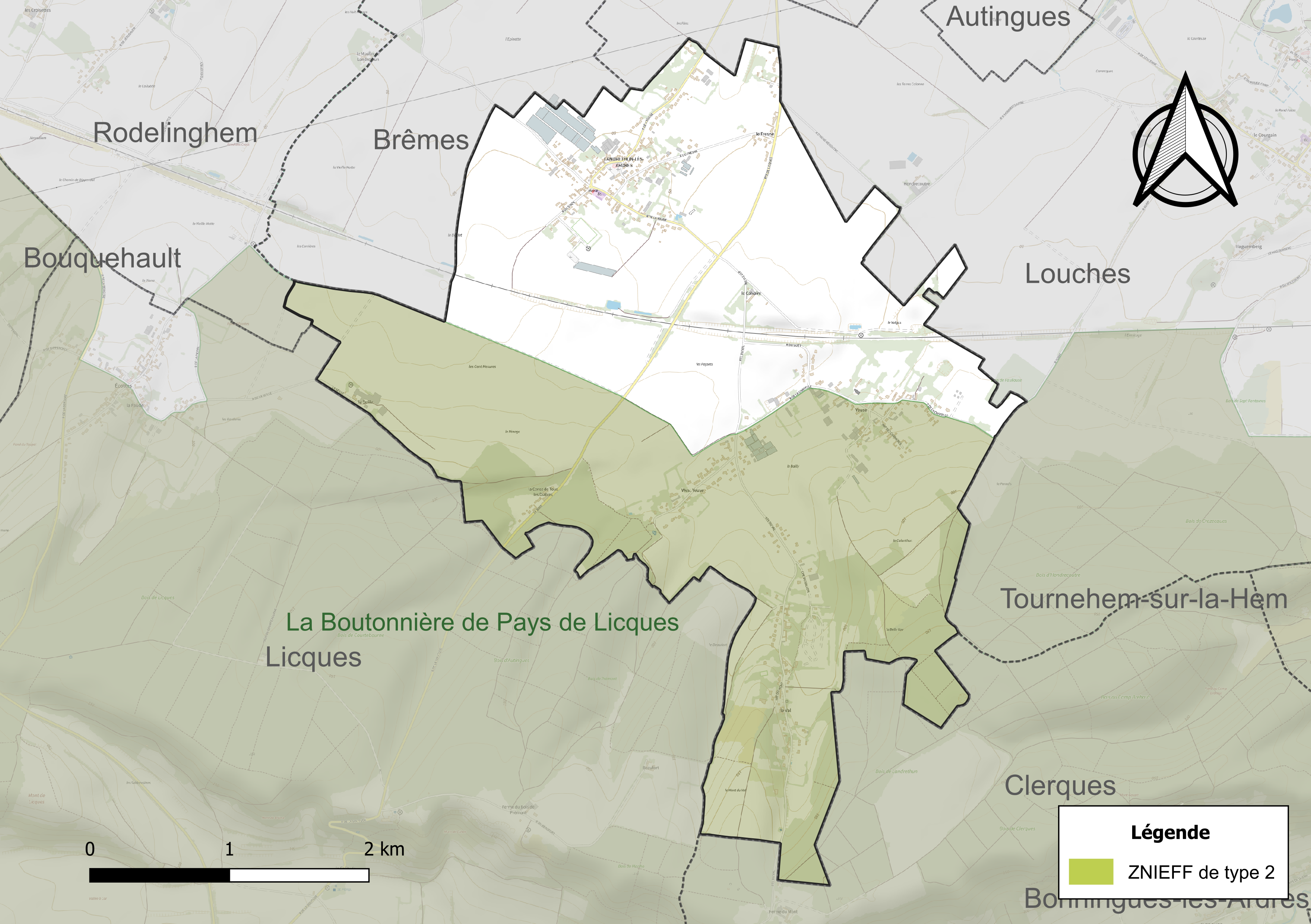
Carte de la ZNIEFF de type 2 sur la commune.

#### Site Natura 2000
Le réseau Natura 2000 est un réseau écologique européen de sites naturels d'intérêt écologique élaboré à partir des directives « habitats » et « oiseaux ». Ce réseau est constitué de zones spéciales de conservation (ZSC) et de zones de protection spéciale (ZPS). Dans les zones de ce réseau, les États membres s'engagent à maintenir dans un état de conservation favorable les types d'habitats et d'espèces concernés, par le biais de mesures réglementaires, administratives ou contractuelles.
Sur la commune, un site Natura 2000 de type B est défini en site d'importance communautaire (SIC) : les pelouses et bois neutrocalcicoles des cuestas du Boulonnais et du Pays de Licques et la forêt de Guines.

#### Espèces faunistiques et floristiques
L'Inventaire national du patrimoine naturel (INPN) recense plusieurs espèces faunistiques et floristiques sur le territoire de la commune dont certaines sont protégées et d'autres menacées et quasi-menacées.

## Urbanisme

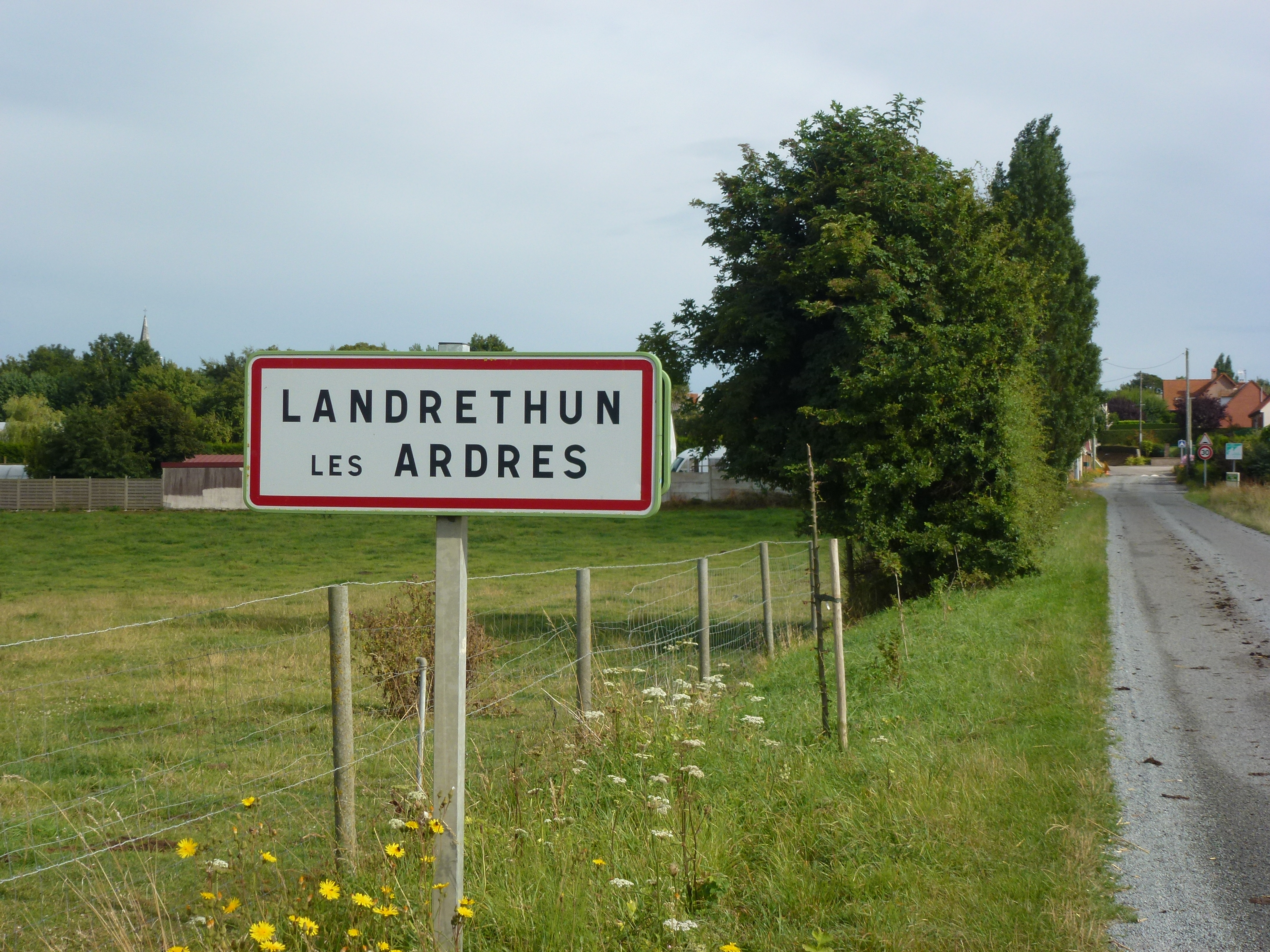
Panneau d'entrée de la commune.

### Typologie
Au 1er janvier 2024, Landrethun-lès-Ardres est catégorisée commune rurale à habitat dispersé, selon la nouvelle grille communale de densité à sept niveaux définie par l'Insee en 2022.
Elle est située hors unité urbaine. Par ailleurs la commune fait partie de l'aire d'attraction de Calais, dont elle est une commune de la couronne,. Cette aire, qui regroupe 45 communes, est catégorisée dans les aires de 50 000 à moins de 200 000 habitants,.

### Occupation des sols
L'occupation des sols de la commune, telle qu'elle ressort de la base de données européenne d'occupation biophysique des sols Corine Land Cover (CLC), est marquée par l'importance des territoires agricoles (86,1 % en 2018), une proportion sensiblement équivalente à celle de 1990 (86,7 %). La répartition détaillée en 2018 est la suivante : 
terres arables (71,4 %), zones agricoles hétérogènes (14,7 %), forêts (8,7 %), zones urbanisées (5,2 %). L'évolution de l'occupation des sols de la commune et de ses infrastructures peut être observée sur les différentes représentations cartographiques du territoire : la carte de Cassini (XVIIIe siècle), la carte d'état-major (1820-1866) et les cartes ou photos aériennes de l'IGN pour la période actuelle (1950 à aujourd'hui).

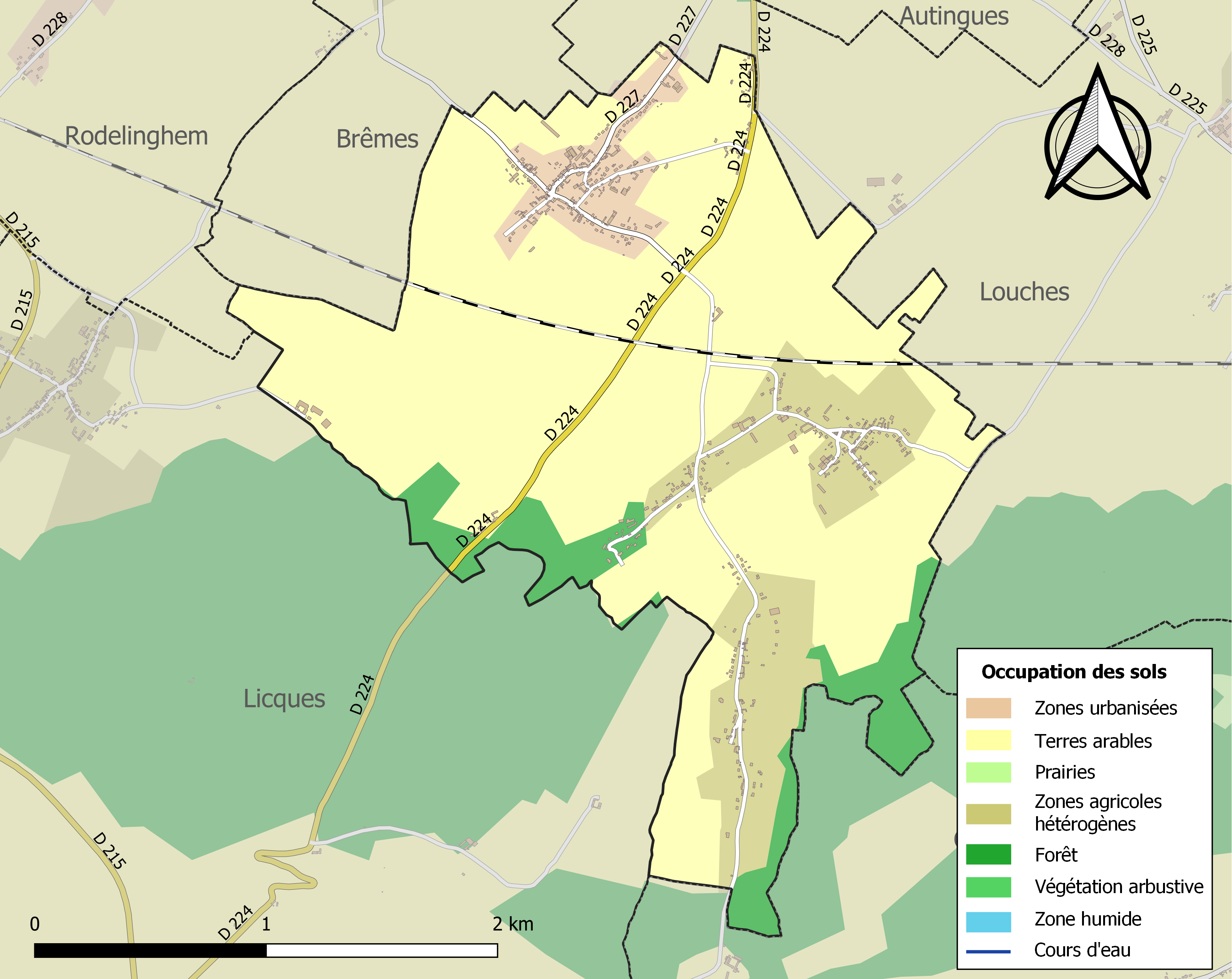
Carte des infrastructures et de l'occupation des sols de la commune en 2018 (CLC).

## Toponymie
Le nom de la localité est attesté sous les formes Landringetun et Landregatun (1084), Landringatum (v. 1119), Landringhentum (1157), Landringatum (1164), Landrethun (1543).
D'un nom de personne germanique Landarius (ou Landar) + double suffixe -ing (ou -ingen) -tun, signifiant « domaine des gens (famille) de Landarius », auquel a été ajouté le qualificatif -lez-Ardres (ou -les-Ardres) où lez signifie « près de », montrant l'appartenance de la commune à l'ancien canton d'Ardres de 1803 à 2015:
Landerten en flamand.

## Histoire
Durant la guerre de Cent Ans, lors du second traité de Londres dit traité de l'Endenture, le 24 mars 1359, Jean II le Bon, roi de France, reconnaît la souveraineté d'Édouard III, roi d'Angleterre, sur de nombreux territoires, dont celui de Wale faisant référence à Le Wal, territoire de la commune de Landrethun-lès-Ardres.

## Politique et administration

### Découpage territorial
Par arrêté préfectoral du 20 décembre 2016, la commune est détachée le 1er janvier 2017 de l'arrondissement de Saint-Omer pour intégrer l'arrondissement de Calais,.

#### Commune et intercommunalités
La commune est membre de la communauté de communes Pays d'Opale qui regroupe 23 communes et compte 25 186 habitants en 2021.

#### Circonscriptions administratives
La commune est rattachée au canton de Calais-2.

#### Circonscriptions électorales
Pour l'élection des députés, la commune fait partie de la sixième circonscription du Pas-de-Calais.

### Élections municipales et communautaires

#### Liste des maires
| Période                                  | Période                    | Identité      | Étiquette | Qualité                                                                      |
| ---------------------------------------- | -------------------------- | ------------- | --------- | ---------------------------------------------------------------------------- |
| Les données manquantes sont à compléter. |                            |               |           |                                                                              |
| 1959                                     | juin 1995                  | André Waguet  |           |                                                                              |
| juin 1995                                | 2008                       | Hubert Larue  |           |                                                                              |
| mars 2008                                | En cours (au 24 mars 2022) | Gabriel Berly |           | Ancien cadre Réélu pour le mandat 2014-2020, Réélu pour le mandat 2020-2026, |

## Équipements et services publics

### Eau et déchets
L'assainissement est individuel. Des bassins ont été créés pour gérer les eaux pluviales, à la suite d'inondations en 2000.

### Espaces publics
La commune est labellisée « 1 fleur » au concours des villes et villages fleuris.

### Enseignement
En 2011, la commune est équipée d'une école de quatre classes.

## Population et société

### Démographie
Les habitants sont appelés les Landrethunois.

#### Évolution démographique
L'évolution du nombre d'habitants est connue à travers les recensements de la population effectués dans la commune depuis 1793. Pour les communes de moins de 10 000 habitants, une enquête de recensement portant sur toute la population est réalisée tous les cinq ans, les populations de référence des années intermédiaires étant quant à elles estimées par interpolation ou extrapolation. Pour la commune, le premier recensement exhaustif entrant dans le cadre du nouveau dispositif a été réalisé en 2008.

En 2022, la commune comptait 792 habitants, en évolution de +6,02 % par rapport à 2016 (Pas-de-Calais : −0,72 %, France hors Mayotte : +2,11 %).
| 1793 | 1800 | 1806 | 1821 | 1831 | 1836 | 1841 | 1846 | 1851 |
| ---- | ---- | ---- | ---- | ---- | ---- | ---- | ---- | ---- |
| 488  | 457  | 508  | 489  | 530  | 548  | 545  | 553  | 544  |

| 1856 | 1861 | 1866 | 1872 | 1876 | 1881 | 1886 | 1891 | 1896 |
| ---- | ---- | ---- | ---- | ---- | ---- | ---- | ---- | ---- |
| 559  | 538  | 541  | 192  | 518  | 561  | 558  | 569  | 549  |

| 1901 | 1906 | 1911 | 1921 | 1926 | 1931 | 1936 | 1946 | 1954 |
| ---- | ---- | ---- | ---- | ---- | ---- | ---- | ---- | ---- |
| 520  | 578  | 533  | 529  | 522  | 508  | 545  | 569  | 508  |

| 1962 | 1968 | 1975 | 1982 | 1990 | 1999 | 2006 | 2008 | 2013 |
| ---- | ---- | ---- | ---- | ---- | ---- | ---- | ---- | ---- |
| 451  | 414  | 399  | 469  | 568  | 599  | 671  | 692  | 730  |

| 2018 | 2022 | - | - | - | - | - | - | - |
| ---- | ---- | - | - | - | - | - | - | - |
| 760  | 792  | - | - | - | - | - | - | - |

#### Pyramide des âges
En 2018, le taux de personnes d'un âge inférieur à 30 ans s'élève à 38,4 %, soit au-dessus de la moyenne départementale (36,7 %). À l'inverse, le taux de personnes d'âge supérieur à 60 ans est de 19,1 % la même année, alors qu'il est de 24,9 % au niveau départemental.
En 2018, la commune comptait 373 hommes pour 387 femmes, soit un taux de 50,92 % de femmes, légèrement inférieur au taux départemental (51,50 %).
Les pyramides des âges de la commune et du département s'établissent comme suit.
| Hommes | Classe d’âge | Femmes |
| ------ | ------------ | ------ |
| 0,3    | 90 ou +      | 0,3    |
| 2,7    | 75-89 ans    | 5,7    |
| 14,5   | 60-74 ans    | 14,7   |
| 23,1   | 45-59 ans    | 20,2   |
| 20,6   | 30-44 ans    | 21,2   |
| 15,0   | 15-29 ans    | 13,7   |
| 23,9   | 0-14 ans     | 24,3   |

| Hommes | Classe d’âge | Femmes |
| ------ | ------------ | ------ |
| 0,5    | 90 ou +      | 1,6    |
| 5,6    | 75-89 ans    | 8,9    |
| 16,7   | 60-74 ans    | 18,1   |
| 20,2   | 45-59 ans    | 19,2   |
| 18,9   | 30-44 ans    | 18,1   |
| 18,2   | 15-29 ans    | 16,2   |
| 19,9   | 0-14 ans     | 17,9   |

### Sport et loisirs
En 2011, la commune est équipée d'un terrain sportif.

### Manifestations culturelles et festivités
- Bourse aux plantes.

## Économie
Aucun commerce ne se trouve sur la commune. L'activité agricole reste développée, avec plusieurs exploitants (élevage de vaches, cochons, poulailler...).

## Culture locale et patrimoine

### Lieux et monuments

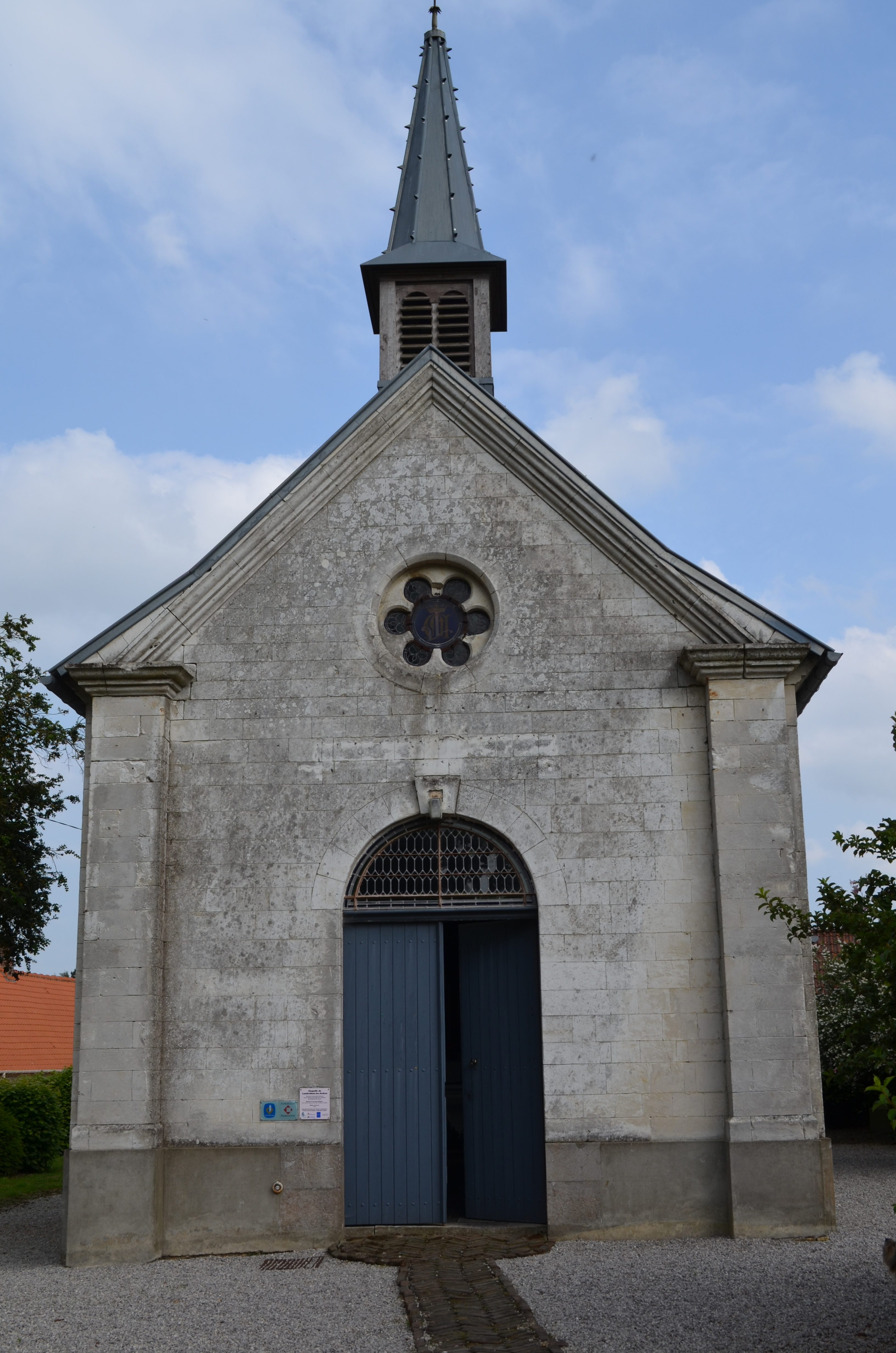
Chapelle d'Yeuse à Landrethun-lès-Ardres.

- L'église Saint-Martin date du XIXe siècle.
- Une chapelle est présente au hameau d'Yeuse.
La chapelle d'Yeuse fut érigée en 1886 par Adolphe Bellanger et sa famille et consacrée par l'abbé Georges Bellanger. La chapelle a longtemps été un lieu de pèlerinage à la Pentecôte.
- La mairie a été rénovée dans les années 2000.
- Un verger a été planté, ainsi que des haies, avec l'aide du parc naturel régional.
- Le monument aux morts[46].

### Personnalités liées à la commune
- Antoine Watbled, médecin militaire et petit candidat à l'élection présidentielle de 1848, est né à Landrethun-lès-Ardres le 9 février 1793[47].

### Héraldique
| Blason de Landrethun-lès-Ardres | Blason  | D'azur au chef d'or chargé de trois fleurs de lys du champ. |
| Blason de Landrethun-lès-Ardres | Détails | Le statut officiel du blason reste à déterminer.            |

## Pour approfondir

#### Bases de données, dictionnaires et encyclopédies
- Ressources relatives à la géographie :   - Insee (communes)
  - Ldh/EHESS/Cassini
- Ressource relative à plusieurs domaines :   - Annuaire du service public français